# Maidalen
Das Maidalen (norwegisch für Maital) ist ein 2 km langes Tal mit nordsüdlicher Ausrichtung nahe der Nordküste Südgeorgiens im Südatlantik. Auf der Thatcher-Halbinsel reicht es von der Bucht Maiviken bis zum Lewis Pass.
Die ursprüngliche Annahme, das Tal sei ein Abschnitt des Bore Valley erwies sich als Irrtum. Das UK Antarctic Place-Names Committee gab ihm 1990 in Anlehnung an die Benennung der Bucht Maiviken seinen norwegischen Namen.